# الکساندر بدنوف
الکساندر بدنوف (روسی: Алекса́ндр Алекса́ндрович Бедно́в؛ ۲۹ اوت ۱۹۶۹ – ۱ ژانویهٔ ۲۰۱۵) سیاست‌مدار و نظامی اهل جمهوری خلق لوهانسک بود.